# Jane Goes A' Wooing
Jane Goes A' Wooing è un film muto del 1919 diretto da George Melford.

## Trama
Rimasta orfana con due sorelline a carico, Jane Neill trova lavoro come stenografa del milionario David Lyman, un uomo irritabile che però prova ammirazione per la ragazza. Tanto che decide di cambiare il testamento in suo favore a scapito del nipote Monty. Jane, dopo aver rifiutato la proposta di matrimonio di Micky Donovan, un bravo ma povero lavoratore, si innamora di Monty. Lui, però, si trova coinvolto in una storia con Nita Arliss, una donna che è a caccia di un marito ricco. Durante una festa, Lyman muore per un infarto. Jane, così, scopre di essere l'erede della fortuna di Lyman e cerca di aiutare Monty consigliandolo di vivere più modestamente e di trovarsi un lavoro. Poi, però, decide di distruggere il testamento di Lyman, lasciando che Monty riceva l'eredità, mentre lei torna dal fedele Micky.

## Produzione
Il film fu prodotto dalla Paramount Pictures come Famous Players-Lasky Corporation.

## Distribuzione
Il copyright del film, richiesto dalla Famous Players-Lasky Corp., fu registrato il 23 novembre 1918 con il numero LP13073.
Distribuito dalla Paramount Pictures (Famous Players-Lasky Corporation) e presentato da Jesse L. Lasky, il film uscì nelle sale cinematografiche statunitensi il 5 gennaio 1919.